# Раздольное (Каховский район)
Раздольное (укр. Роздольне) — село в Каховской городской общине Каховского района Херсонской области Украины.
Население по переписи 2001 года составляло 2482 человека. Почтовый индекс — 74840. Телефонный код — 5536. Код КОАТУУ — 6523583801. Расположено в 20 км к югу от районного центра и в 20 км от железнодорожной станции Каховка.
С 24 февраля 2022 года находится под российской оккупацией.

## История
Вблизи села обнаружены курганные погребения эпохи меди и бронзы (III—II тыс. до н. э.), скифов VI—III вв. до н. э., сарматов II—I вв. до н. э.— II в. и. э. и кочевников X—XIII вв. н. э.
Село основано в 1921 году.
На фронтах Великой Отечественной войны защищали Родину 42 местных жителя, 25 из них удостоены орденов и медалей Союза ССР, 22 — погибли. Павшие в боях против гитлеровских захватчиков советские воины-освободители похоронены в братской могиле.
На территории Раздольного находился аграрно-промышленный садоводческий комплекс «Краса Херсонщини», за которым было закреплено 2100 га сельскохозяйственных угодий, в том числе 1278 га пахотной земли. На площади 822 га были заложены сады, которые плодоносили. Выращивали также зерновые, подсолнечник, бахчевые и кормовые культуры. Развиты молочное животноводство, птицеводство. Подсобные предприятия — мельница, пилорама.
Партийная и комсомольская организации образованы в 1976 году.

## Вторжение России на Украину
24 февраля 2022 года село временно оккупировано русскими войсками во время российско-украинской войны.
11 апреля 2024 года в селе взорвалась заселенная российскими войсками гражданская многоэтажка, погибли по меньшей мере четверо военных, еще один - ранен. 

## Население
Распределение населения по родному языку по данным переписи 2001 года.
| Язык       | Процент |
| ---------- | ------- |
| Украинский | 85.33%  |
| Русский    | 13.94%  |
| Другой     | 0.73%   |

## Люди
За достигнутые успехи в развитии сельскохозяйственного производства 7 тружеников села награждены орденами и медалями СССР.
АПСК «Краса Херсонщини» заслуженный агроном Украинской ССР В. А. Мальт, награжденный двумя орденами Ленина и орденом Трудового Красного Знамени.
Ордена Трудового Красного Знамени удостоены — комбайнер Н. М. Сахаревич, доярка А. А. Панькевич.

## Местный совет
74840, Херсонская обл., Каховский р-н, с. Раздольное, ул. Шуменская, 1